# Seasons of Violet
Seasons of Violet è un album del 2007 della cantante palestinese Rim Banna.

## Album
Seasons of Violet' è un'opera spiccatamente romantica come suggerisce il titolo stesso: infatti in palestina il lillà è simbolo d'amore. Le tracce scritte in larga parte dalla madre di Rim Banna (che ne ha curato invece la parte musicale) sono in larga parte ballate originali, ma l'opera si compone anche di brani popolari riadattate (Beit Allah) e da remake (The dream, già presente nell'album omonimo della cantante).
Le canzoni rimandano in diverse occasioni a fiori diversi: dal lillà della title track Seasons of violet, alle margherite di I'll come to you daisy like e per finire le rose di The weeping of the rose. Chiude l'album una canzone differente intitolata A prayer, dalle classiche connotazioni delle litanie hindu, cantata proprio dal monaco Siddharta Krishna.

## Tracce
1. The hymn of the sea
2. The night has fallen down
3. The light gown of soul
4. Seasons of violet
5. The first rain
6. Beit Allah
7. I'll come to you daisy like
8. After you left
9. The dream
10. A prayer
11. The weeping of the rose